# محمد داوود العباسي
العميد محمد داوود العباسي  المعروف باسم (الزعيم محمد داود)، ولد في سلوان عام 1914، وتوفي في الأردن عام 1972، وشغل منصب رئيس الوزراء، وكذلك عين وزيرا للشؤون الخارجية في الحكومة العسكرية خلال أحداث أيلول الأسود في الأردن عام 1970.

## حياته
ولد محمد داود في قرية سلوان في مدينة القدس في فلسطين عام 1914، عمل لسنوات طويلة بمهنة ضابط شرطة في مدينة طولكرم الفلسطينية، واستمر بذلك حتى بعد عام 1948. وفي عام 1952 أصبح عضوا في الوفد الأردني في لجنة الهدنة المشتركة الأردنية - الإسرائيلية. وفي عام 1958 شغل منصب رئاسة الوفد الأردني المشترك حتى حرب عام 1967 حيث اعتقل من قبل الجيش الإسرائيلي لمدة 17 يوما قبل ترحيله إلى مدينة عمان في الأردن. استمر في عمله في الأردن كرئيس للجنة الهدنة المشتركة الأردنية - الإسرائيلية حتى عام 1970.

## أيلول الأسود
في 16 سبتمبر 1970، أعلن الملك الحسين عاهل الأردن الأحكام العرفية وقام بتعيين العميد محمد داوود العباسي رئيسا للوزراء لأجل قيادة حكومة عسكرية تعد الأولى في تاريخ الأردن، على أمل ان يكون باستطاعته السيطرة على الوضع وإنهاء الخلافات القائمة بين الفصائل الفلسطينية والجيش الأردني في تلك الفترة. وعلى الرغم من الجهود المبذولة لنزع فتيل التوتر بين الجيش الأردني والفصائل الفلسطينية، بين 16 و 25 سبتمبر 1970، أدى الصراع المتصاعد إلى مقتل العديد من المدنيين وسميت تلك الفترة فيما بعد بأيلول الأسود.
قامت لجنة في قمة جامعة الدول العربية بتعيين وزير الدفاع الكويتي سعد العبد الله السالم الصباح، والرئيس السوداني جعفر النميري، ونائب وزير خارجية المملكة العربية السعودية الاستاذ عمر السقاف للتحقيق في هذه الأحداث وتقديم تقرير عن سبب الاشتباك الحاصل في عمان إلى القمة العربية. وفي الوقت نفسه، عقدت جامعة الدول العربية اجتماعا لجميع رؤساء الدول العربية في القاهرة.

## الاستقالة
قام الملك الحسين بتعيين محمد داوود نائبا عنه للاشتراك في مجلس القمة المنعقد في القاهرة، وبعد عشرة أيام فقط من توليه منصب رئيسا للوزراء، وفي 24 سبتمبر 1970 أرسل الزعيم محمد داود رئيس مجلس الوزراء الأردني كتاب استقالة للملك حسين ورد فيه: «… بتاريخ 15 سبتمبر 1970 شرفتموني وأسندتم إلى رئاسة الوزراء لأقوم أنا وزملائي الوزراء باتخاذ كل خطوة ممكنة لإنقاذ البلاد من الوضع المتردي والذي كانت تنهار إليه بسرعة خاطفة منذ الدقيقة الأولى لاستلامي السلطة قمت أنا وزملائي وبكل سرعة بالخطوات اللازمة في محاولة استمرت يومين بليلتهما، ومع أننا لم نفقد الأمل منذ تابعنا محاولاتنا نطرق بها كل باب ولكن لسوء حظي وزملائي فقد أغلقت الأبواب والسبل وحالت دون وصولنا الغاية المنشودة… لم نجد سبيلاً إلا تسليم السلطة للحاكم العسكري العام ليعيد النظام والقانون للبلاد، وبقيت وزارتي مشلولة تروعها الأحداث، وما قامت بمحاولة لإنقاذ الموقف المحزن إلا وفشلت. رأيت يا سيدي أن مخاوف شديدة تعكر صفو المحاولات لإنهاء النزاع بين الأشقاء جيشاً وفداء، والمخاوف هي وجود حكومة عسكرية، ومع أن جلالتكم والدنيا تعلم أن حكومتي جاءت بهدف واحد هو الإصلاح وتنفيذ الاتفاق والتعاون مع الفداء الغالي وجميع القوى لصد العدو الغاشم. ولإزالة هذه المخاوف التي لا مبرر لها وأنا ابن الفداء وابن فلسطين وجرحى فلسطين أحمل جراحي ليومنا هذا، أرجو يا سيدي أن أرفع لجلالتكم استقالتي لتتمكنوا من تأليف حكومة مدنية حسماً للمخاوف واعتباراً من هذا اليوم.»
قدم محمد داوود استقالته من منصبه إلى السفير الأردني في القاهرة، حازم نسيبة، وذلك نتيجة للضغوط والشعور بالإحباط لعدم تمكنه من إنهاء هذه الصراعات المتنامية وتفاديا لنتائجها المدمرة، ثم طلب محمد داود اللجوء السياسي في القاهرة عقب استقالته. وعليه طلب الرئيس جمال عبد الناصر من محمد داود البقاء في القاهرة للتشاور معه في الشؤون الأردنية. لقد كان توقيت هذه الاستقالة وسط كل الأحداث المضطربة والتطورات المتسارعة في ذلك الوقت بمثابة مفاجأة للكثيرين، وليس هناك شك في أنه كان لديها تأثير كبير في إنهاء هذه المعارك العسكرية في الأردن.

## مرضه ووفاته
أدخل محمد داود إلى المستشفى في القاهرة في أواخر عام 1971 لتشخيص ورم في المخ، وأرسل في وقت لاحق إلى باريس للخضوع لعملية جراحية في الدماغ. في 10يناير كانون الثاني عام 1972، عاد إلى المستشفى العسكري في عمّان، وتوفي بعد تسعة أيام من عودته في يوم الأربعاء 19 يناير/ كانون الثاني. تم نقل جثمانه من عمان إلى القدس بعد إتمام مراسم جنازة رسمية. وقد أدت الصلاة عليه في المسجد الأقصى يوم الجمعة 21 يناير 1972 ودُفن في بلدته سلوان كما كان يتمنى، في البلدة التي ولد فيها ونشأ في الأصل.